# Datsik

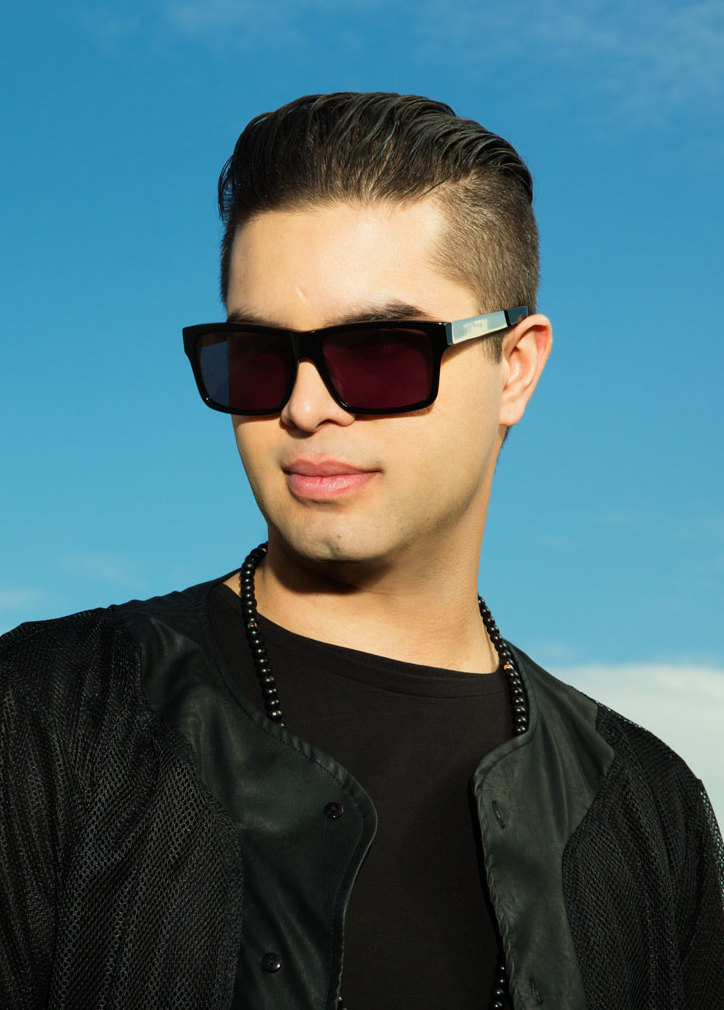
Datsik

Datsik (echter Name Troy Beetles; * 9. Juni 1988 in Kelowna, British Columbia) ist ein kanadischer DJ und Musikproduzent in den Stilrichtungen Dubstep, Drum & Bass, Electro-House und Hip-Hop. 2012 veröffentlichte er sein Debütalbum Vitamin D. Er steht bei Dim Mak Records und Rottun Recordings, dem Label von Excision, unter Vertrag. Er trat unter anderem schon bei Coachella und beim Ultra Music Festival auf.

## Karriere
Nachdem Beetles 2008 bei einem Konzert von Excision anwesend war, fing er selbst an, elektronische Musik zu produzieren. 2009 veröffentlichte er seine erste Single Retreat, welche die Spitzenposition der Beatport-Dubstep-Charts erreichen konnte. 2009 und 2010 gelang es ihm, mit weiteren Liedern Platz eins zu erreichen. Er kollaborierte fortan mit Künstlern und Bands wie Wu-Tang Clan und The Crystal Method.
Januar 2012 gründete Datsik sein eigenes Label Firepower Records. Dort nahm er unter anderem Delta Heavy und xKore unter Vertrag. Im selben Jahr gingen sie auf ihre erste Tour.
Am 10. April 2012 wurde Beetles’ erstes Album Vitamin D veröffentlicht. Es enthält zwölf Songs. Zwei Singles wurden daraus veröffentlicht, Fully Blown (feat. Snak The Ripper) und Evilution (feat. Jonathan Davis). Vitamin D wurde von Kritikern überwiegend positiv aufgenommen.

## Diskografie
Alben
- Vitamin D (2012)
- Sensei (2016)
- Afterlife (2023)

LPs und EPs
- Against The Machines EP (2009)
- Nuke 'Em EP (2009)
- Texx Mars EP (2009)
- Cold Blooded EP (2013)
- Let It Burn LP (2013)
- Darkstar EP (2016)
- Master of Shadows EP (2018)

Ausgewählte Remixes
- Lil Wayne – "A Milli (Excision & Datsik Remix)" (2009)
- Wu-Tang Clan – "Biochemical Equation (Datsik & Excision Remix)" (2009)
- Coldplay – "Fix You (Datsik Remix)" (2010)
- MGMT – "Kids (Datsik Remix)" (2010)
- Steve Aoki & Sidney Samson – "Wake Up Call (Datsik Remix)" (2011)
- Kaskade & Skrillex – "Lick It (Datsik Remix)" (2012)
- Linkin Park – "Until It Breaks (Datsik Remix)" (2013)
- Example – "Perfect Replacement (Datsik Remix)" (2013)